# Eyes of Darkness
Eyes of Darkness (en español: Ojos de tinieblas) es el séptimo álbum de estudio de la banda alemana de heavy metal Axxis  y fue publicado por Massacre Records en 2001 en formato de disco compacto.
El álbum fue grabado en 2001 en el estudio personal de Axxis, SoundWorxx, ubicado en Berkgamen, Alemania.  Además, Eyes of Darkness fue mezclado en el estudio Skyline de Dusseldorf, Renania del Norte-Westfalia.
Esta producción alcanzó el lugar 83.º de la lista del Media Control de Alemania en el mes de octubre de 2001.

## Contenido del álbum
Eyes of Darkness contiene una versión del tema «The Four Horsemen» de la agrupación griega de rock progresivo Aphrodite's Child,  y según las palabras del vocalista y líder de la banda, Bernhard Weiss, mencionó que «trataron de tocarla lo más parecido posible a la original, pues ellos no quisieron cambiar algo que fuera imposible mejorar». También enlista la melodía «Lost in Love», una canción acústica y sinfónica. Además, incluye contenido multimedia;  un vídeo musical de «Shadowman» y un videojuego de disparos para PC llamado Rockmine, en la que los miembros de Axxis son los protagonistas de dicho juego.

## Lista de canciones
| Side one |                                                    |                                         |                               |          |  |
| N.º      | Título                                             | Escritor(es)                            | Traducción al español         | Duración |  |
| 1.       | «Eyes of Darkness»                                 | Bernhard Weiss / Harry Oellers          | «Ojos de tinieblas»           | 6:44     |  |
| 2.       | «Wonderland»                                       | Weiss / Oellers                         | «Mundo maravilloso»           | 3:08     |  |
| 3.       | «The Four Horsemen» (versión de Aphrodite's Child) | Costas Ferris / Vangelis Papathanassiou | «Los cuatro jinetes»          | 5:09     |  |
| 4.       | «Brand New World»                                  | Weiss / Oellers                         | «Nuevo mundo»                 | 3:19     |  |
| 5.       | «When the Sun Goes Down»                           | Weiss / Oellers                         | «Cuando el sol se oculta»     | 4:10     |  |
| 6.       | «Shadows of the Night»                             | Weiss / Oellers                         | «Sombras de la noche»         | 4:34     |  |
| 7.       | «Keep Flying»                                      | Weiss / Oellers                         | «Sigue volando»               | 4:12     |  |
| 8.       | «Battlefield of Life»                              | Weiss / Oellers                         | «Campo de batalla de la vida» | 3:43     |  |
| 9.       | «One Million Faces»                                | Weiss / Oellers                         | «Un millón de rostros»        | 3:25     |  |
| 10.      | «At the Crack of Dawn»                             | Weiss / Oellers                         | «Al romper el alba»           | 4:38     |  |
| 11.      | «Angel»                                            | Weiss / Oellers                         | «Ángel»                       | 4:17     |  |
| 12.      | «Larger than Life»                                 | Weiss / Oellers                         | «Más grande que la vida»      | 4:05     |  |

### Canción extra
| Side one |                                               |                                     |                       |          |  |
| N.º      | Título                                        | Escritor(es)                        | Traducción al español | Duración |  |
| 13.      | «Lost in Love» (versión acústica y orquestal) | Weiss / Oellers / Richard Michalski | «Perdido en el amor»  | 4:05     |  |

### Contenido multimedia
| Side one |                                     |          |  |
| N.º      | Título                              | Duración |  |
| 14.      | «Shadowman» (vídeo musical)         |          |  |
| 15.      | «Rockmine» (videojuego de disparos) |          |  |

## Créditos

### Axxis
- Bernhard Weiss — voz principal y guitarra rítmica
- Harry Oellers — teclados y coros
- Guido Wehmeyer — guitarra líder y coros
- Kuno Niemeyer — bajo y coros
- Richard Michalski — batería

### Formación adicional
- Mark Rossmann — narrador (en la canción «Eyes of Darkness»)
- Jenny Jenken — coros
- Greta — coros

### Personal de producción
- Bernhard Weiss — productor
- Harry Oellers — productor
- Max Volume — mezclador
- Michael Schwabe — mezclador y masterizador
- Urs Meyer — trabajo de arte y diseño
- Swen Siewert — fotógrafo

## Listas
| Año  | País     | Lista                | Posición máxima |
| ---- | -------- | -------------------- | --------------- |
| 2001 | Alemania | Media Control Charts | 83.º            |